# ماونت ساینای (نیویورک)
ماونت ساینای (به انگلیسی: Mount Sinai) (آوایش انگلیسی: /maʊnt ˈsaɪˌnaɪ/) یک منطقهٔ مسکونی در ایالات متحده آمریکا است که در شهرستان سافک، نیویورک واقع شده‌است. ماونت ساینای ۱۶٫۶ کیلومتر مربع مساحت و ۱۲٬۱۱۸ نفر جمعیت دارد و ۱۰ متر بالاتر از سطح دریا واقع شده‌است.